# Fylodoce

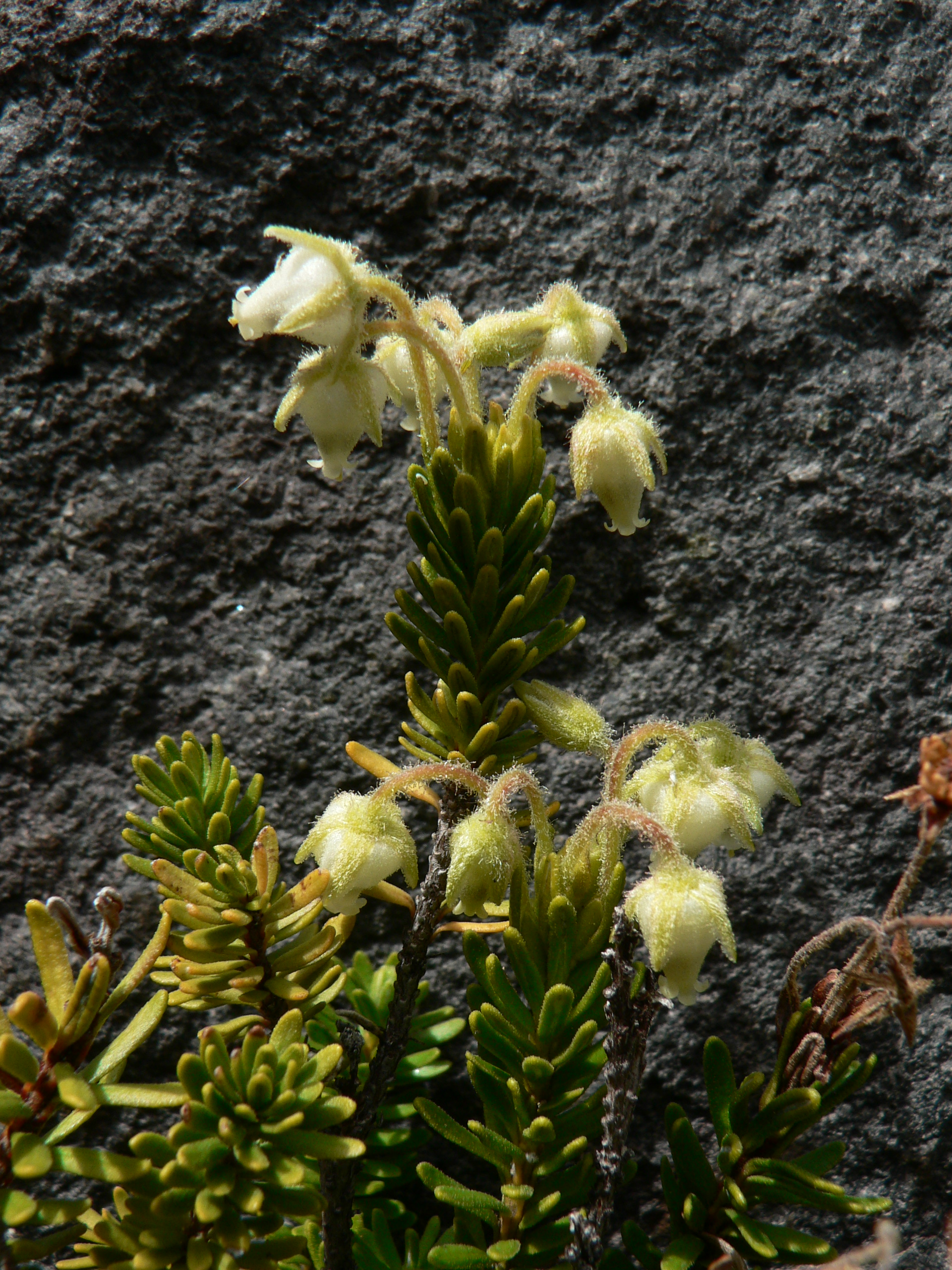
Fylodoce žlázkatá

Fylodoce (Phyllodoce) je rod rostlin z čeledi vřesovcovité. Jsou to malé keře s drobnými a úzkými listy a pětičetnými baňkovitými až trubkovitými květy, poněkud připomínající přerostlý vřes či vřesovec. Rod zahrnuje 9 druhů a je rozšířen v chladných oblastech Evropy, Asie a Severní Ameriky. Rostliny jsou charakteristickou složkou severské tundry, rostou však i v alpínských polohách hor. V severní Evropě a Pyrenejích roste fylodoce namodralá, do střední Evropy však nezasahuje. Některé druhy tohoto rodu jsou pěstovány jako skalničky. Pěstování je obdobné jako u vřesu.

## Popis
Zástupci rodu fylodoce jsou drobné, stálezelené, přímé nebo polehlé keře. Listy jsou čárkovité, kožovité, řapíkaté, střídavé nebo vstřícné a křižmostojné, celokrajné nebo s drobně pilovitým okrajem. Květy jsou bělavé, purpurové nebo nazelenalé, pravidelné, baňkovité až zvonkovité, oboupohlavné, uspořádané ve vrcholových okolících, klasech nebo chocholících nebo řidčeji i jednotlivé. Kalich je drobný, vytrvalý, složený z 5 na bázi srostlých kališních lístků. Koruna je baňkovitá, zvonkovitá nebo válcovitá, zakončená 5 zuby. Tyčinek je obvykle 10. Semeník je srostlý z 5 plodolistů, obsahuje stejný počet komůrek a nese štíhlou čnělku zakončenou hlavatou bliznou. Plodem je kulovitá až široce vejcovitá tobolka obsahující mnoho drobných, lesklých semen vejcovitého tvaru.

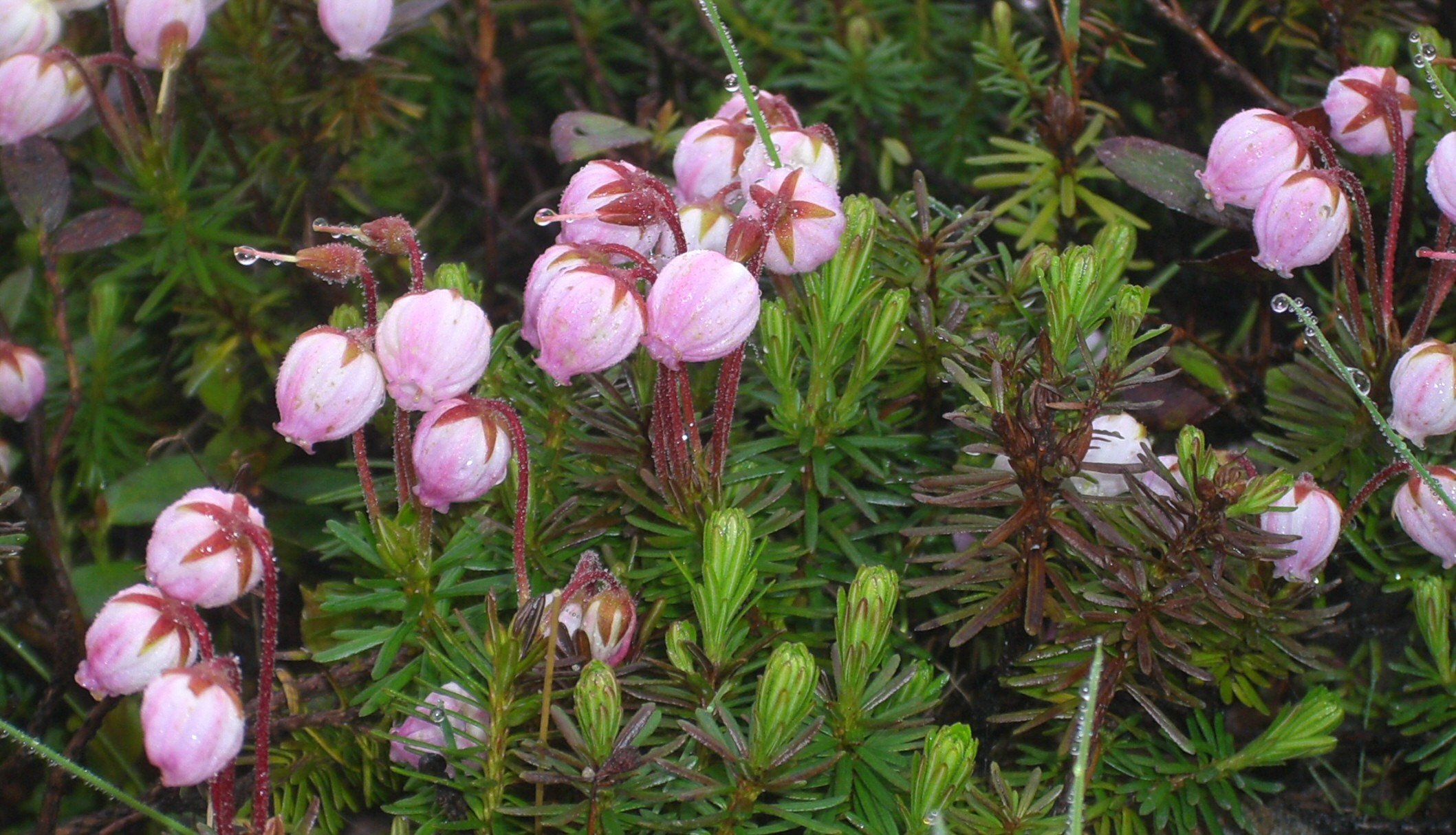
Fylodoce namodralá
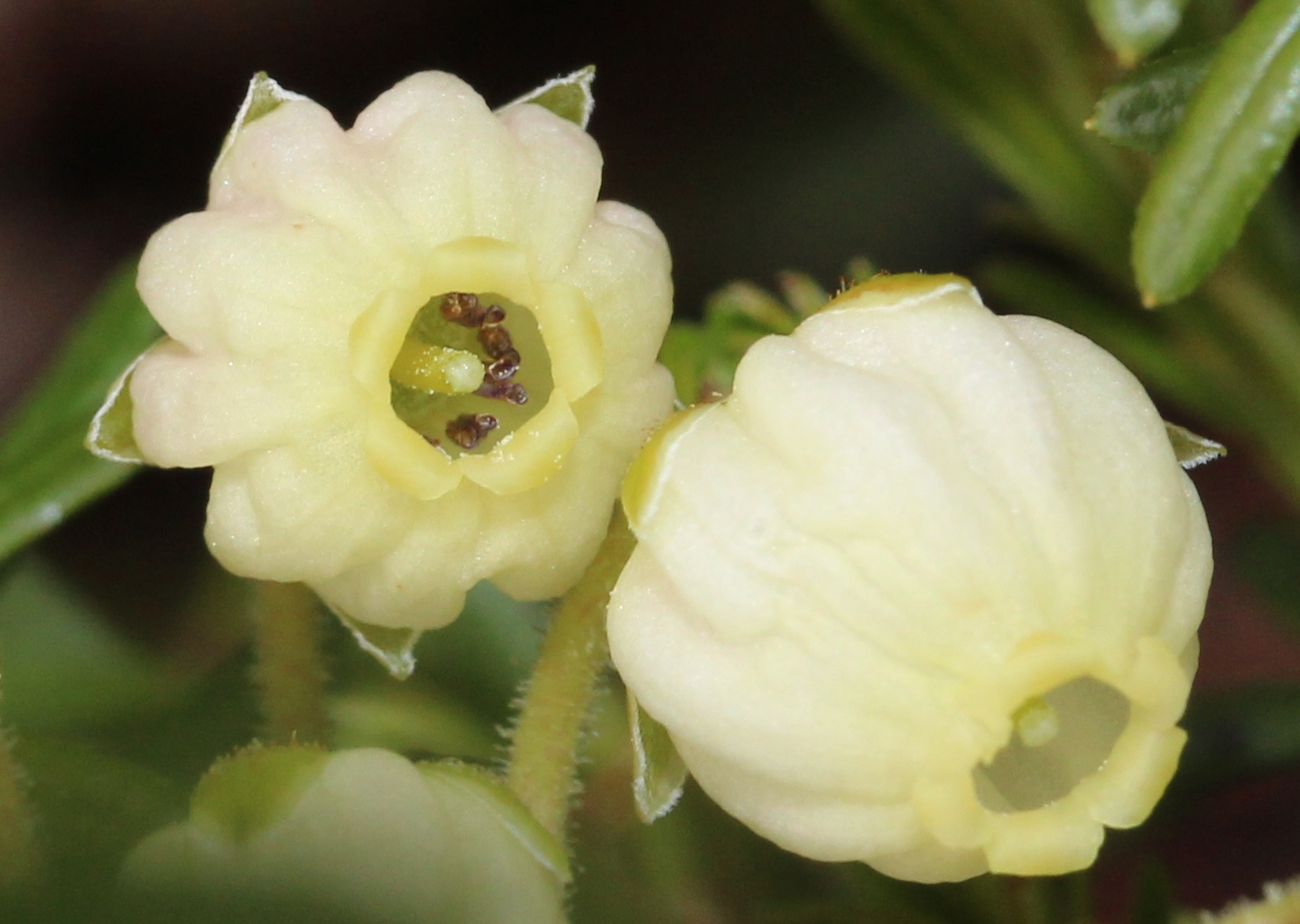
Květy fylodoce aleutské
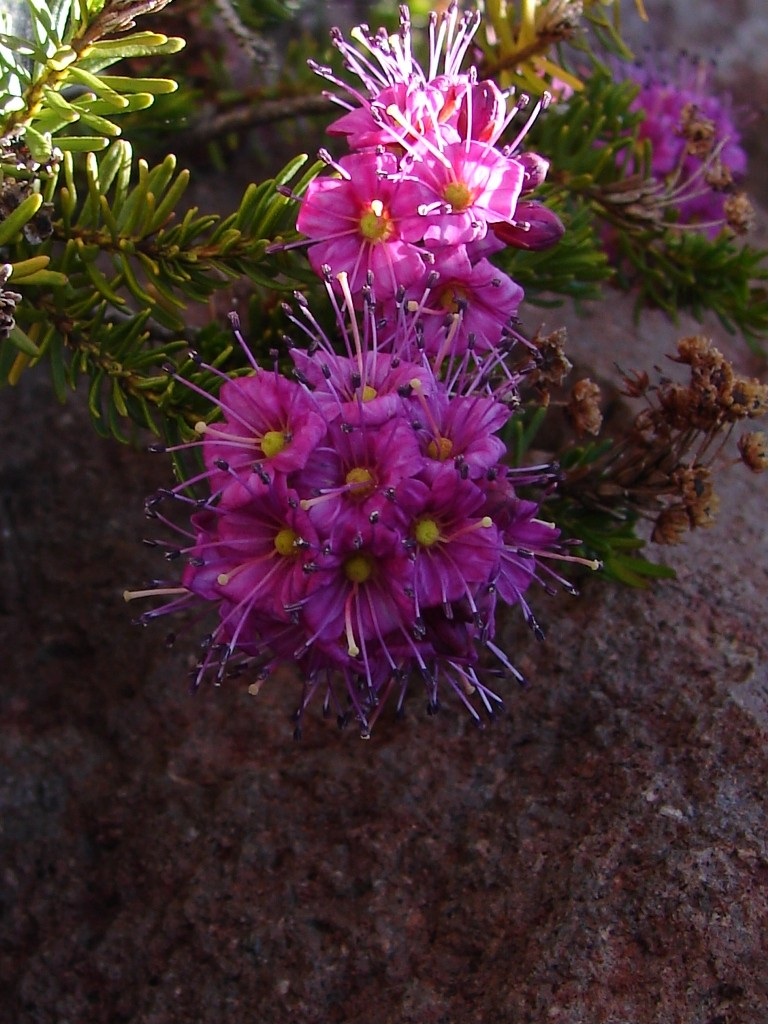
Fylodoce Brewerova

## Rozšíření
Rod zahrnuje 9 druhů. Je rozšířen v chladných oblastech Evropy, Asie i Severní Ameriky. V Evropě roste pouze fylodoce namodralá (P. caerulea), která je rozšířena v západní a severní Evropě včetně Islandu, v severní Asii až po Japonsko, na Aljašce, Kanadě a malé části sv. USA. V České republice ani v horách střední Evropy se nevyskytuje, roste však v Pyrenejích. V Asii se vyskytuje celkem 5 druhů. Fylodoce alpínská (P. alpina) a fylodoce japonská (P. nipponica) jsou endemity Japonska. Druh Phyllodoce deflexa je endemit provincie Ťi-lin v severovýchodní Číně a byl popsán až v roce 1990. Fylodoce aleutská (P. aleutica) roste v Japonsku, ruském Dálném východu a na Aljašce.
Severní Amerika hostí celkem 5 druhů. Fylodoce šichovitá (P. empetriformis), fylodoce žlázkatá (P. glanduliflora) a jejich kříženec fylodoce prostřední (P. x intermedia) se vyskytují jak v severních subarktických oblastech západní poloviny kontinentu tak i v alpínských polohách hor na západě Kanady a USA. Nejdále na jih (až po Arizonu) zasahuje fylodoce šichovitá. Fylodoce Brewerova (P. breweri) se vyskytuje pouze v pohořích Kalifornie a Nevady, kde roste v nadm. výškách až 3500 metrů. 

## Ekologické interakce
Květy fylodoce jsou opylovány hmyzem, zejména čmeláky. Některé druhy jsou cizosprašné, jiné jsou schopny samoopylení.

## Zástupci
- fylodoce aleutská (Phyllodoce aleutica)
- fylodoce alpínská (Phyllodoce alpina)
- fylodoce Brewerova (Phyllodoce breweri)
- fylodoce japonská (Phyllodoce nipponica)
- fylodoce namodralá (Phyllodoce caerulea), syn. fylodoce modrá
- fylodoce prostřední (Phyllodoce x intermedia, P. empetriformis x glanduliflora)
- fylodoce šichovitá (Phyllodoce empetriformis)
- fylodoce žlázkatá (Phyllodoce glanduliflora)[3][8]

## Význam a pěstování
Některé druhy fylodoce jsou pěstovány jako skalničky. Mají podobné nároky jako vřesy či vřesovce. Daří se jim nejlépe na polostinném stanovišti v kypré, humózní půdě bez vápníku. Není-li v zimě dostatečná sněhová pokrývka, je vhodný lehký kryt. Množí se poměrně snadno pomocí letních řízků s patkou. Lze množit i dělením.